# Lafões
Lafões és un territori del centre de Portugal, situat a la regió hidrogràfica del Vouga. Correspon aproximadament als municipis d'Oliveira de Frares, Sâo Pedro do Sul i Vouzela. Fins al 1836, aquest territori, conegut també com a Terra de Lafões i a vegades dit Alafões (grafia antiga: Alafoens), constituïa un extens municipi amb 38 freguesies i prop de 608 km². Tenia, el 1801, 29.458 habitants. El municipi tenia dues seus: Vouzela i Sâo Pedro do Sul. El 1836, el seu territori fou dividit en els municipis actuals.

## Cronologia
- 1336 - Dionís I concedeix furs al municipi de Lafões
- 1514, 15 desembre - Manuel I dona furs nous al municipi de Lafões
- 1836 - desmembrament del municipi de Lafões en els municipis de Sâo Pedro do Sul i Vouzela[3]